# Olhuvelifushi
Olhuvelifushi är en ö i Maldiverna.  Den ligger i den norra delen av landet, 125 km norr om huvudstaden Malé. Geografiskt är den en del av atollen Faadhippolhu och tillhör administrativt Lhaviyani atoll.